# أتسوغة متباينة الأوراق
أتسوغة متباينة الأوراق أو الشوكران الغربي (الاسم العلمي: Tsuga heterophylla) هي نوع من النباتات يتبع جنس الأتسوغة من فصيلة الصنوبرية.